# Viaduc de Charix
Le viaduc de Charix est un viaduc autoroutier emprunté par l'A40 (au km 111) pour franchir la vallée du Pissevache. Il est situé à Charix dans l'Ain, en France. C'est un pont à poutres.

## Caractéristiques
Achevé en 1988, le viaduc mesure 542 mètres.